# 정서윤
정서윤(1987년 ~ )은 대한민국의 레이싱모델, 영화배우다. 2001년 CF '코카콜라'로 활동을 시작했으며, 2011년 서울모터쇼 스바루코리아에서 레이싱모델로 데뷔했다.

## 수상
- 수퍼광고모델 컨테스트 성인모델부문 3위 (2018)
- 잊지 않을게요 호국보훈 나라사랑 페스티벌 홍보부문 국회의원 표창 (2017)
- 미스인터컨티넨탈 투어리즘퀸 선발대회 서울수도권 1위 (2013)
- 대구스트리트모터페스티벌 최고모델상 (2013)

## 경력
- 아트버스터전 지박컬렉션 홍보대사 (2015)
- 서울국제월드IT쇼 KT관 모델 (2013)
- 대구스트리트모터페스티벌 레이싱모델 (2013)
- 서울모터쇼 만도풋루스 메인모델 (2013)
- 서울오토살롱 암테코오일&세록스 레이싱모델 (2012)
- 부산국제모터쇼 현대자동차 메인레이싱모델 (2012)
- 자궁경부암 예방캠페인 홍보모델 (2012)
- 서울국제사진영상기자재전 올림푸스 포즈모델 (2012)
- 서울모터쇼 스바루관 포즈모델 (2011)

## CF
- 코카콜라 마라톤응원편 (2001)